# The Fungies!
The Fungies! (Os Fungies! em Portugal e Os Fungos! no Brasil) é uma série animada de televisão americana criada por Stephen P. Neary para o Cartoon Network e HBO Max. A primeira parte da primeira temporada estreou em Portugal a novembro de 2020, seguida pela segunda parte da temporada a 8 de fevereiro de 2021. No Brasil, a série estreou na plataforma da HBO Max no dia 22 de julho de 2021.

## Premissa
Os Fungies! é ambientado em uma metrópole pré-histórica e mitológica de Cidade Fungie em um estranho mundo pré-histórico habitado por algumas criaturas que parecem fungos e dinossauros ocasionais. A série segue as aventuras de Seth, um dos jovens habitantes da cidade, cujo amor por aventuras científicas muitas vezes termina com ele a criar problemas com os habitantes locais e a aprender a compreender os outros.

## Elenco Original
- Harry Teitelman como Seth
- Zaela Rae como Claudette
- Justin Michael como Nevin
- Niki Yang como Limãozinho
- Grace Kaufman como Champsa
- Sam Richardson como James Fixe e Sr. Presidente
- Stephen P. Neary como Pascal e Sr. Árvore
- Edi Patterson como Mertha e Anna Nanna
- Tama Brutsche como Os Gémeos
- Jennifer Coolidge como Dra. Nancy
- Terry Gross como Pam
- Mary Faber como Professora Terry
- June Squibb como Granny Grancie
- Chris Diamantopoulos como Comandante Beefy
- Eric Edelstein como treinador

## Episódios

### Visão geral da série
| Temporada | Episódios | Episódios | Exibição Original      | Exibição Original      | Exibição em Portugal   | Exibição em Portugal    | Exibição no Brasil     | Exibição no Brasil     |
| --------- | --------- | --------- | ---------------------- | ---------------------- | ---------------------- | ----------------------- | ---------------------- | ---------------------- |
| Temporada | Episódios | Episódios | Estreia da Temporada   | Final da Temporada     | Estreia da Temporada   | Final da Temporada      | Estreia da Temporada   | Final da Temporada     |
| 1         | 40        | 20        | 20 de agosto de 2020   | 20 de agosto de 2020   | 7 de novembro de 2020  | 19 de novembro de 2020  | 22 de julho de 2021    | 24 de julho de 2021    |
| 1         | 40        | 20        | 8 de outubro de 2020   | 8 de outubro de 2020   | 8 de fevereiro de 2021 | 23 de fevereiro de 2021 | 19 de novembro de 2021 | 19 de novembro de 2021 |
| 2         | 20        | 20        | 3 de junho de 2021     | 3 de junho de 2021     | 1 de novembro de 2021  | ASA                     | ASA                    | ASA                    |
| 3         | 20        | 20        | 16 de dezembro de 2021 | 16 de dezembro de 2021 | ASA                    | ASA                     | ASA                    | ASA                    |

### Temporada 1 (2020)
| Parte 1 |   |                                                             |                                                                               |                                                  |                                                                |     |     |
| 1 | 1 | "Uma Bola de Neve (PT) Bola de Neve (BR)" "Let It Snowball" | Derek Evanick, Diana Lafyatis, Kevin Bailey, Hannah Ayoubi e Stephen P. Neary | Rachel Hastings, John McNamee e Stephen P. Neary | 20 de agosto de 2020 7 de novembro de 2020 22 de julho de 2021 | 101 | n/a |
| O Seth, o Pascal e os seus amigos descobrem neve e brincam com ela por um tempo. Depois que o Seth quer conseguir um lugar cobiçado na prateleira premiada da sua mãe com "coisas que os filhos dela lhe deram", ele decide trazer neve para a sua casa. Infelizmente, a neve continua a derreter até lama, mas a sua mãe mantém a lama na prateleira. De repente, a montanha da neve envia neve pela cidade. |   |                                                             |                                                                               |                                                  |                                                                |     |     |
| 2 | 2 | "O Seth Fica Doente (PT) Doente por um Dia (BR)" "Sick Day" | Jaydeep Hasrajani e Kyle Neswald                                              | Rachel Hastings, John McNamee e Stephen P. Neary | 20 de agosto de 2020 7 de novembro de 2020 22 de julho de 2021 | 102 | n/a |
| O Seth fica doente, mas quer desesperadamente apresentar o seu trabalho na escola, mas é "rivalizado" pela Claudette e o seu cão, Felpudo. A mãe dele chama a Claudette e o cão dela, que lhe diz que adora as suas apresentações. No dia seguinte, na escola entusiasmado com a sua apresentação sobre cães, os seus colegas apanham constipações do próprio Seth.                                           |   |                                                             |                                                                               |                                                  |                                                                |     |     |
| 3 | 3 | "Os Trúfalos(PT) Trúfalo (BR)" "Truffalo"                   | Stephen P. Neary                                                              | Rachel Hastings, John McNamee e Stephen P. Neary | 20 de agosto de 2020 7 de novembro de 2020 22 de julho de 2021 | 103 | n/a |
| À beira de uma descoberta científica, o Seth e os outros Fungies são forçados a abrigarem-se quando a cidade é invadida por Trúfalos. |   |                                                             |                                                                               |                                                  |                                                                |     |     |
| 4 | 4 | "O Ovo Verde e a Pam(PT)" "Green Eggs and Pam"              | Jon Feria e Mark Galez                                                        | Rachel Hastings, John McNamee e Stephen P. Neary | 20 de agosto de 2020 7 de novembro de 2020                     | 104 | n/a |
| O Seth encontra um ovo e realmente quer saber o que está dentro dele, mas quando os instintos de incubação de ovos da Pam entram em ação, o Seth tem que aprender a confiar nela e na natureza. |   |                                                             |                                                                               |                                                  |                                                                |     |     |
| 5 | 5 | "Um Homem e o Seu Bigode(PT)" "A Man and His Mustache"      | Tom Law e Sonja von Marensdorff                                               | Rachel Hastings, John McNamee e Stephen P. Neary | 20 de agosto de 2020 7 de novembro de 2020                     | 105 | n/a |
| Quando o Seth pega emprestado o bigode do Pascal para um dia na praia, os Triloknights pensam que ele é um adulto. |   |                                                             |                                                                               |                                                  |                                                                |     |     |
| 6 | 6 | "Uma Carga de Trabalhos(PT)" "Take Your Seth to Work Day"   | Hannah Ayoubi & Kevin Bailey                                                  | Rachel Hastings, John McNamee e Stephen P. Neary | 20 de agosto de 2020 8 de novembro de 2020                     | 106 | n/a |
| O Seth quer ajudar a Nancy com seu trabalho no hospital mas acaba em confusão quando, sem o conhecimento da Nancy, brinca de médico em Fungies doentes. Seth tem que admitir seu erro e ouvir sua mãe para acertar as coisas. |   |                                                             |                                                                               |                                                  |                                                                |     |     |

## Dobragem/Dublagem
| Personagem       | Dobragem        |
| ---------------- | --------------- |
| Seth             | Tiago Matias    |
| Dr. Nancy        | Mónica Chaby    |
| Pascal           | Pedro Pernas    |
| Gémeos           | Sofia Brito     |
| Presidente       | Ruben Madureira |
| Sr. Árvore       | Tiago Fernandes |
| Pam              | Sissi Martins   |
| Tema de Abertura | Ruben Madureira |

| Créditos da dobragem | Portugal    |
| -------------------- | ----------- |
| Tradução de Diálogos | Ana Salgado |
| Direção de Atores    | João Araújo |
| Dobrado nos Estúdios | PTSDI Media |

## Desenvolvimento
A série foi originalmente desenvolvido como The Fancies como parte do programa Cartoon Network International Artists, e recebeu luz verde para uma série em julho de 2019. A primeira temporada estreou em 20 de agosto de 2020 na HBO Max.

## Estreia
No Reino Unido, estreou no Cartoon Network em 2 de novembro de 2020. Na África, estreou no Cartoon Network em 14 de dezembro. No Canadá, estreou no Teletoon em 10 de janeiro de 2021.

## Recepção
A Common Sense Media avaliou a série com 4/5 estrelas, afirmando que "A tolice vai atrair as crianças, mas os pais vão apreciar todas as coisas excelentes secretamente tecidas em cada episódio." Mashable também deu uma crítica favorável, ao escrever que tinha "o equilíbrio perfeito entre o mundo suave e seguro da programação infantil e o absurdo impassível da exaustão emocional - sabes, mas com cogumelos. E dinossauros. E, claro, aquele tronco falante. "